# توبه (فیلم ۱۳۵۱)
توبه فیلمی ایرانی به کارگردانی و نویسندگی اسماعیل پورسعید محصول سال ۱۳۵۱ است.

## خلاصهٔ داستان
ماشاالله ریزنقش (ایرج قادری) و اصغر دست قشنگ (بهمن مفید)، که رانندهٔ کامیون هستند، با زری خانم (زری خوشکام) به عنوان مستأجر جدید خانهٔ مادر ماشاالله (مهری ودادیان) آشنا می‌شوند. ماشاالله شیفتهٔ زری می‌شود و با او قول و قرار ازدواج می‌گذارد. زری که خوانندهٔ کافه بوده سراغ همکارش تامی (فرنگیس فروهر) می‌رود و از کار کردن در کافه اظهار ندامت می‌کند. اصغر متوجه رفت و آمدهای زری با مردی می‌شود که درصدد اخاذی از او است. اصغر برای کمک به زری تلاش می‌کند، اما شاگرد ماشاالله و مادرش، ماشاالله را نسبت به زری و اصغر بدگمان می‌کنند. زری به سراغ تامی می‌رود و رئیس کافه و افرادش او را حبس می‌کنند تا مجبور شود در کافه برنامه اجرا کند. اصغر در درگیری با افراد رئیس کافه زخمی می‌شود. تامی ماجرا را برای ماشاالله نقل می‌کند، و ماشاالله به سراغ اصغر می‌رود؛ اما اصغر بر اثر شدت جراحت جان می‌دهد. ماشاالله در درگیری با قاتلان اصغر آنها را از پا درمی‌آورد، و زری را در خانهٔ مرشد محله می‌یابد. آنها جسد اصغر را به خاک می‌سپارند و ماشاالله با گلولهٔ پلیسی از پا درمی‌آید.

## بازیگران
- ایرج قادری
- بهمن مفید
- زری خوشکام
- مهری ودادیان
- گیتی فروهر
- ایران قادری
- محمدتقی کهنمویی
- حسین شهاب
- سیامک اطلسی
- فرنگیس فروهر
- محمد عبدی
- کارمن
- فرامرز محمودی
- رضا حاجیان